# Jonathan Rosenbaum
Jonathan Rosenbaum (ur. 27 lutego 1943 we Florence) – amerykański autor i krytyk filmowy, w latach 1967–2008 prowadzący dział filmowy czasopisma „Chicago Reader”, wpływowa osobistość światowej krytyki filmowej. Autor licznych publikacji książkowych poświęconych filmom: Moving Places: A Life at the Movies (1980), Film: The Front Line 1983 (1983), Placing Movies: The Practice of Film Criticism (1995), Movies as Politics (1997), Movie Wars: How Hollywood and the Media Limit What Movies We Can See (2002), Essential Cinema (2004). Przeprowadzał wywiady z takimi filmowcami, jak Samuel Fuller, Jean-Luc Godard, Jim Jarmusch, Raúl Ruiz, Jacques Tati, Béla Tarr i Peter Thompson.